# Tomas Hjert
Tomas Hjert, född den 22 juni 1989, är en svensk före detta ishockeyspelare (center) som numera är svensk landslagsman i rullstolsrugby.
Onsdagen den 20 januari 2010, i en match mellan Väsby IK Hockey och Hjerts Trångsunds IF i Division 1, blev Hjert förlamad från bröstet och nedåt när han blev tacklad av en spelare i Väsby.
Incidenten uppmärksammades mycket i massmedia. På grund av händelsen avbröts matchen direkt och matchen spelades istället om en vecka senare (den 27 januari 2010), och på grund av händelsen den 20 januari var Hjert inte med när matchen spelades om. Väsby vann den omspelade matchen med 4–1.
AIK Ishockey och Tre Kronor samlade in pengar till Tomas Hjert för hans rehabiliteringsprocess.
Hjert blev, mindre än två år efter att han förlamades, svensk landslagsman i rullstolsrugby.